# Mujeres que tienen sexo con mujeres

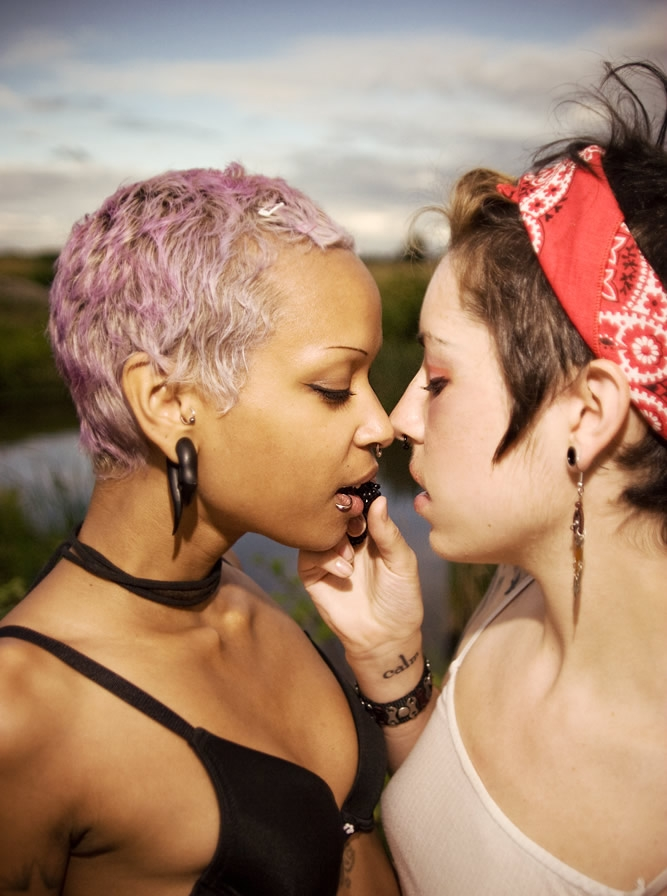
Mujeres que tienen sexo con mujeres

El término Mujeres que tienen sexo con mujeres (MSM, o en inglés: WSW) se refiere a mujeres que practican actividades sexuales con otras mujeres, se identifiquen o no como homosexuales (lesbianas), pansexuales, o bisexuales entre otras. Estas formulaciones surgieron de la necesidad de hablar de los contactos sexuales de una persona independientemente de su identidad sexual y de evitar términos que a menudo se perciben como sentenciosos y cargados de ideología. 
El término MSM se utiliza a menudo en la literatura médica para describir a estas mujeres como grupo de estudio clínico, sin necesidad de tener en cuenta la identidad sexual autodefinida. No todas las personas con contactos sexuales entre personas del mismo sexo tienen una identidad homosexual o bisexual, y algunas también se niegan a llamar sus contactos sexuales entre personas del mismo sexo como «contactos sexuales homosexuales». También es importante evitar ideas erróneas sobre las personas etiquetadas como «homosexuales o bisexuales» o excluir a grupos de personas relevantes en función de la definición. Esto es especialmente importante en la investigación de las infecciones de transmisión sexual, para las que se desarrolló originalmente el término.

## Salud física
Respecto las cuestiones médicas que surgen en relación con las prácticas sexuales de las mujeres lesbianas, normalmente no se solicita la identificación sexual de las mujeres que consultan a un profesional médico y ellas tampoco se ofrecen voluntariamente, debido a los malentendidos y suposiciones acerca de la sexualidad y la vacilación de algunas mujeres de revelar su historial sexual preciso, incluso a un médico.
La falta de diferenciación entre las lesbianas y las mujeres heterosexuales en los estudios médicos que se centran en cuestiones de salud para las mujeres sesga los resultados tanto para las lesbianas como para las mujeres no lesbianas. Muchas mujeres que no practican actividades heterosexuales no acuden al médico al no necesitar métodos anticonceptivos, que es el factor que hace que la mayoría de las mujeres acudan a la consulta del ginecólogo cuando empiezan a ser sexualmente activas, por lo que estas mujeres no se someten a revisiones periódicas con pruebas de Papanicolaou porque tienen un menor riesgo percibido de la adquisición de una infección de transmisión sexual, o algún tipo de cáncer. Las lesbianas son menos propensas que sus homólogas heterosexuales y bisexuales a someterse a las pruebas de detección del cáncer de cuello uterino, y algunas de ellas son rechazadas por los profesionales médicos.
Otro factor que contribuye a que las mujeres lesbianas no acudan a exámenes médicos rutinarios en los Estados Unidos es la falta de cobertura del seguro de salud proporcionada por las empresas a parejas del mismo sexo.  En caso de que busquen atención médica, los profesionales de la salud a menudo no toman una historia clínica completa. En un estudio publicado en 2006, se habla de una encuesta a 2.345 mujeres lesbianas y bisexuales, solo el 9.3 % afirmó que alguna vez un médico les había preguntado sobre su orientación sexual. Un tercio de las encuestadas consideraba que revelar su historial sexual podría generar una reacción negativa, y el 30 % ya había recibido una reacción negativa por parte de un profesional sanitario tras identificarse como lesbianas o bisexuales.
La historia completa de un paciente ayuda a los profesionales médicos a identificar las áreas de mayor riesgo y corrige los supuestos sobre las historias personales de las mujeres. En una encuesta similar realizada a 6.935 mujeres lesbianas, el 77% había tenido contacto sexual con una o más parejas masculinas y el 6% habían tenido ese contacto en el año anterior.
Las enfermedades del corazón aparecen por el Departamento de Salud de Estados Unidos como la primera causa de muerte para todas las mujeres. Los factores que se suman al riesgo de enfermedades del corazón incluyen la obesidad y fumar, ambos de los cuales son más prevalentes en mujeres lesbianas. Los estudios muestran que las mujeres lesbianas tienen una masa corporal más alta y generalmente están menos preocupadas por los problemas de peso que las mujeres heterosexuales, aunque son más propensas a participar en el ejercicio regular y tienen una mayor masa muscular.
La falta de diferenciación entre las mujeres homosexuales y heterosexuales en los estudios médicos que se concentran en temas de salud para las mujeres sesga los resultados para las mujeres lesbianas y no lesbianas. Los informes no son concluyentes acerca de la aparición del cáncer de mama en las mujeres lesbianas. Se ha determinado, sin embargo, que la menor tasa de mujeres lesbianas probado por exámenes de Papanicolao regulares hace que sea más difícil de detectar el cáncer de cuello uterino en las primeras etapas. En factores de riesgo para desarrollar cáncer de ovario las tasas son más altas en las mujeres homosexuales que en las mujeres heterosexuales, tal vez porque muchas mujeres lesbianas carecen de factores de protección del embarazo, el aborto, los anticonceptivos, la lactancia materna y abortos involuntarios.

### Infecciones de transmisión sexual

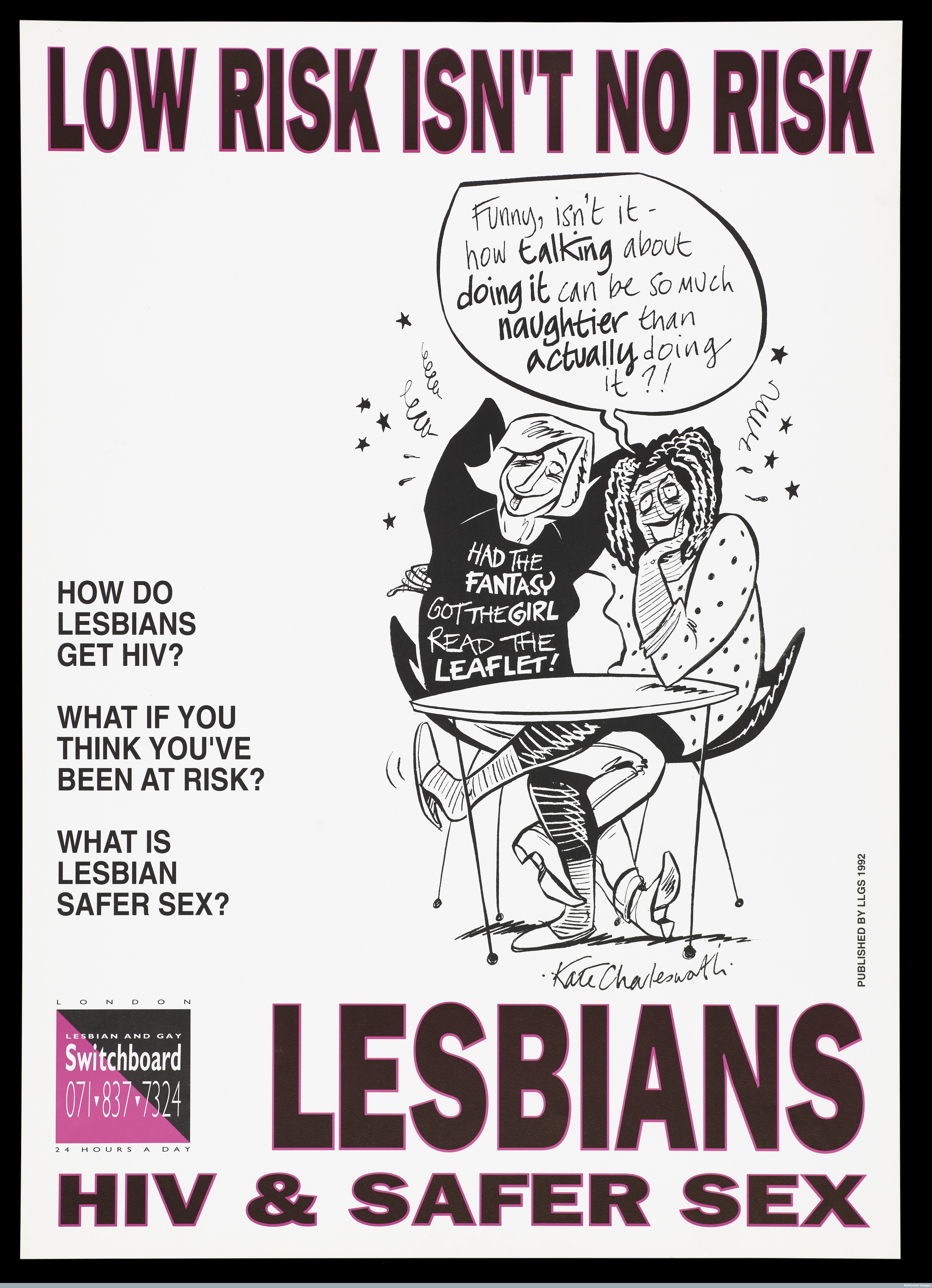
Cartel sobre sexo seguro entre mujeres

En general, las infecciones de transmisión sexual (ETS) tienen una menor prevalencia en la población MSM que en la población heterosexual femenina. Sin embargo, algunas ETS son contagiosas entre las mujeres, incluyendo el virus del papiloma humano (VPH), la tricomoniasis, la sífilis, el virus de la inmunodeficiencia humana (VIH), la vaginosis bacteriana (VB), y el virus del herpes simple (VHS). La transmisión de determinadas enfermedades de transmisión sexual entre las mujeres que tienen sexo con mujeres depende de las prácticas sexuales. Cualquier objeto que entra en contacto con las secreciones cervicales, la mucosa vaginal o sangre menstrual, incluyendo los dedos u objetos penetrantes pueden transmitir enfermedades de transmisión sexual. El contacto oral-genital puede indicar un mayor riesgo de adquirir VHS, incluso entre las mujeres que no han tenido relaciones sexuales antes con hombres. La vaginosis bacteriana (VB) se produce con más frecuencia en las mujeres lesbianas, pero no está claro si la VB se transmite por contacto sexual; se produce en el celibato, así como en las mujeres sexualmente activas. La VB a menudo ocurre en ambos miembros de una pareja de mujeres. Un estudio reciente realizado a mujeres con VB reveló que el 81 % de encuestadas tenía pareja con VB. Las mujeres lesbianas no se incluyen en la categoría de frecuencia del virus de la inmunodeficiencia humana (VIH), aunque la transmisión es posible a través de las secreciones vaginales y cervicales. La mayor tasa de transmisión del VIH en las mujeres es entre aquellas que tienen relaciones sexuales con hombres o participan en el consumo de drogas por vía intravenosa.
Muchos médicos consideran que las relaciones sexuales entre mujeres tienen un riesgo insignificante de transmisión de ETS y no ofrecen información sobre prevención de la transmisión de ETS en relaciones sexuales entre mujeres. Aunque las lesbianas tienen un riesgo menor de contraer ETS que sus contrapartes heterosexuales y bisexuales o pansexuales, el riesgo todavía existe. Además, la mayoría de las trabajadoras sexuales han tenido relaciones sexuales con hombres en algún momento de su vida, lo que aumenta significativamente el riesgo de contraer alguna enfermedad. Independientemente de su orientación sexual o el sexo de su pareja, se recomienda a las mujeres que se realicen exámenes pélvicos anuales para evitar las complicaciones de las ETS.

### Sexo seguro
Hay varias formas mediante las que las mujeres pueden protegerse para evitar el contagio de una ETS durante las relaciones sexuales, aunque siguen siendo necesarios más estudios al respecto. Las barreras bucales, los condones en los juguetes sexuales, los guantes y el film transparente se pueden utilizar como protección durante diversas formas de sexo. La mayoría de las trabajadoras sexuales no usan protección durante las relaciones sexuales debido a una concepción errónea de tener un menor riesgo de transmisión de ETS, pero que sea menor no significa que no se necesite protección. Tener sexo oral sin usar protección bucal o condón se considera una conducta sexual de alto riesgo.
Los expertos recomiendan el uso de una barrera bucal durante el sexo oral. Además, las organizaciones de prevención del VIH distribuyen barreras dentales junto a condones y otros suministros para ayudar a practicar sexo seguro. La FDA no ha evaluado las barreras dentales u otras protecciones para determinar su eficacia en la prevención de la propagación de ETS. Los educadores de salud animan a su uso durante el cunnilingus o anilingus, pero las mujeres MSM no suelen usar estas barreras, que además no están hechas con el objetivo de para prevenir las ETS. Es común encontrar barreras dentales en clínicas de ETS y en Internet, pero pueden ser difíciles de encontrar en farmacias en las que sí tienen disponibles condones. Otra de las opciones es hacer barreras dentales cortando un condón de látex. La protección la aporta el látex, impermeable a los patógenos que pueden causar ETS.
De manera similar a los condones, se utiliza una barrera bucal nueva en cada sesión de sexo oral para reducir el riesgo de transmisión de ETS. Las barreras se colocan sobre la apertura vaginal o anal antes de comenzar cualquier actividad sexual y no se retiran hasta que la actividad haya concluido. Para garantizar que no se produzcan desgarros ni roturas, se puede utilizar un lubricante a base de agua o silicona. Además, es importante no estirar la barrera, ya que esto podría provocar desgarros. Se almacenan en un lugar fresco y seco, y nunca se deben utilizar después de su fecha de vencimiento impresa.
Si bien los condones pueden no resultar útiles en encuentros sexuales entre mujeres cisgénero, siguen siendo útiles cuando se utilizan juguetes sexuales. Los juguetes que se comparten entre parejas pueden propagar patógenos incluso cuando están limpios. El uso de condones además de la limpieza profunda del juguete puede ayudar a reducir el riesgo de transmisión de patógenos a través de los mismos.
En caso de tener alguna llaga o herida abierta en las manos, se pueden usar guantes de látex para prevenir infecciones en caso de que vaya a haber contacto con zonas genitales. Los guantes se colocan sobre la mano previamente al inicio de la actividad sexual y se mantienen puestos durante toda la actividad.
El film transparente se presenta a menudo como una alternativa a las barreras dentales, pero no es especialmente recomendado. Se utiliza de la misma forma que una barrera dental y tiene un precio inferior. Actualmente no existen estudios sobre la permeabilidad del film transparente a los patógenos que causan ETS, pero sí se sabe que es impermeable ante fluidos.

## Salud mental
Desde la literatura médica se comenzó a describir la homosexualidad desde un punto vista que trató de encontrar una psicopatología inherente a las personas que la "padecían". Mucha literatura sobre salud mental que abordaba el tema de las mujeres homosexuales se centraba en la depresión, el abuso de sustancias y el suicidio. Aunque es importante aclarar que estos problemas también existen entre las mujeres heterosexuales, la discusión sobre las causas cambió después de que la homosexualidad se eliminó del diagnóstico médico y del Manual Estadístico de los Trastornos Mentales (DSM) en 1973. En su lugar, el ostracismo social, la discriminación jurídica, la internalización de los estereotipos negativos y estructuras de apoyo limitado indican factores negativos de las mujeres homosexuales en las sociedades occidentales que a menudo afectan la salud mental.
Las mujeres que se identifican como lesbianas suelen sentirse significativamente diferentes y aisladas durante la adolescencia. Estas emociones se han citado como aparecidas de promedio a los 15 años de edad en las mujeres homosexuales y a los 18 años en las mujeres bisexuales. En general, las mujeres tienden a trabajar a través de la elaboración de un concepto de sí mismas internamente, o con otras mujeres con las que están íntimadas. Las mujeres (heterosexuales o no) también limitan a quiénes divulgan sus preferencias sexuales y más a menudo al ver el ser lesbiana como una opción, a diferencia de los hombres gais, que trabajan más externamente y ven ser gay como algo fuera de su control.
La ansiedad y la depresión son los problemas de salud mental más comunes para las mujeres. La depresión se informó entre las mujeres lesbianas a una tasa similar a las mujeres heterosexuales. Es un problema más importante entre las mujeres que sienten que deben ocultar su orientación sexual a amigos y familiares, experiencia agravada por la discriminación étnica o religiosa, o dificultades en las relaciones con ningún sistema de apoyo. Más de la mitad de las mujeres lesbianas que respondieron a una encuesta de temas de salud en 1994 informaron que tenían ideas suicidas, y el 18% habían intentado suicidarse.
Un estudio basado en la población encontró que las mujeres que se identifican como homosexuales o bisexuales tienen menos probabilidades de abstenerse del alcohol. Mujeres homosexuales y bisexuales tienen una mayor probabilidad de reportar problemas con el alcohol, así como de no estar satisfechas con los tratamientos para los problemas de abuso de sustancias. Muchas comunidades de mujeres lesbianas se centran en los bares, y beber es una actividad que se correlaciona con la participación en la comunidad para las mujeres homosexuales y bisexuales.

## Opiniones sobre el uso del arnés con un dildo
El arnés con consolador o dildo es un tipo de juguete sexual que se puede utilizar para la penetración. Existen opiniones contradictorias entre las feministas sobre el uso del mismo en las relaciones sexuales. Algunas feministas sostienen que el sexo con arnés imita las estructuras patriarcales y socava principios feministas, afirmando que las fantasías deberían estar alineadas con los valores éticos, y que las feministas que incluyen esta herramienta en sus relaciones sexuales son hipócritas. Sin embargo, otras personas cuestionan si los valores políticos o éticos deberían llevarse al dormitorio, y se oponen a la idea de que tener relaciones sexuales utilizando un arnés esté inherentemente vinculado al patriarcado.

## Violencia de pareja
La violencia de pareja romántica (VPI) abarca cualquier forma de abuso, como abuso físico o psicológico, acoso o violencia sexual, perpetrado por una pareja íntima. Las mujeres MSM tienen más probabilidades que las mujeres en relaciones heterosexuales de haber sufrido violencia de pareja de cualquier tipo por parte de su pareja, y las mujeres bisexuales tienen una prevalencia mayor que las mujeres lesbianas. Las mujeres bisexuales tienen el doble de probabilidades que las mujeres heterosexuales de sufrir acoso o violación por parte de su pareja.

## Omisión en los estudios de investigación
Puede resultar difícil extraer conclusiones sólidas y de amplio alcance sobre las MSM, ya que muchos estudios no incluyen específicamente a este grupo. La investigación académica sobre las MSM es escasa en comparación con otros grupos de minorías sexuales. Los estudios sobre salud sexual se centran generalmente en el embarazo y el sexo heterosexual, ignorando en gran medida las necesidades de las MSM. Los estudios sobre la violencia en la pareja a menudo no reportan sobre el sexo del agresor o la orientación sexual de la víctima, lo que dificulta el estudio de la prevalencia en las comunidades de MSM.